# Едвард Карпентер
Едвард Карпентер (енгл. Edward Carpenter; Хоув, 29. август 1844 — 28. јун 1929) био је енглески социјалистички песник, филозоф, антрополог и рани геј активиста.
Као једна од водећих фигура с краја 19. и почетка 20. века у Британији, био је важан за оснивање социјалистичког интелектуалног удружења, Fabian Society, као и Лабуристичке партије. Као песник и писац, био је близак пријатељ са Волтом Витманом и Рабиндранатом Тагором и одржавао је преписку са истакнутим личностима свога доба, као што су Ени Безан, Исидора Данкан, Хавлок Елис, Роџер Фрај, Махатма Ганди, Џејмс Кеир Харди, Џ. К. Кини, Џек Лондон, Едмунд Морел, Вилијам Морис, Едвард Пис, Џон Раскин и Овив Шрајнер.
Као филозоф објавио је рад Civilisation, Its Cause and Cure, у коме предлаже тезу да је цивилизација само облик болести кроз коју пролази људско друштво. Цивилизације, сматра, ретко трају дуже од хиљаду година, пре него што се уруше и ниједно друштво није успешно прошло кроз цивилизацију. "Лек" који он предлаже је боља повезаност са земљом и са сопственом природом. Премда се ослања на хиндуистички мистицизам и често се наводи као "мистички социјализам", његова мисао прати неколико писаца из области психологије и социологије с почетка 20. века, као што су Борис Сидис, Сигмунд Фројд и Вилфред Тротер, који сви препознају то да друштво ставља велики притисак на појединце, што резултира у менталним и физичким болестима, попут неуроза и посебно онога што се тада описивало као неуростенија.
Као снажан заговорник сексуалних слобода и живећи у геј комуни у близини Шефилда, имао је јак утицај на Д. Х. Лоренса и Едварда Моргана Форстера.

## Биографија
Похађао је Брајтон колеџ и са десет година показао интересовања за клавир. Своје слободно време проводио је у шетњама и јахању. Овакав једноставан живот усадио је у њему љубав према природи, коју је осећао током целог живота. Његов интелект се испољио тек касније у његовој младости, али довољно да добије место на Тринити Холу у Кембриџу. Док је био тамо почео је да примећује осећања према мушкарцима. Један од значајнијих примера је његово блиско пријатељство са Едвардом Ентонијем Беком (касније управником Тринити Хола), које је, према Карпентеровим речима, садржало „мало романсе”. Бек је у једном тренутку прекинуо њихово пријатељство, због чега је Карпентер патио. Његово осећање одбачености рефлектовало је његову некомотност у вези са сопственом сексуалношћу, што га је нагонило да посећује мушке проститутке у Паризу. Карпентер је дипломирао као десети "ренглер" (назив за ученике са најбољим оценама на универзитету у Кембриџу), 1868. године. Након универзитета, придружио се Цркви Енглеске, што је било „пре конвенција, него дубоко убеђење”. Тамо је био под јаким утицајем свештеника Фредерика Денисона Мориса, који је касније био вођа хришћанског социјалистичког покрета.
Током наредних година јачало му се осећање незадовољства својим животом у цркви и на универзитету и постао је уморан од хипокризије коју је препознавао у викторијанском друштву. Утеху је налазио у читању поезије, касније непомињући да је његово откриће дела геј политичког радикала, Волта Витмана, изазвало "дубоке промене" у њему. Читање Витмана инспирисало је Карпентера да напусти удобан живот у цркви и да посвети живот напорима да радничка класа добије право на образовање.

### Одлазак на север Енглеске
Карпентер је напустио цркву 1874. године и постао је предавач астрономије, музике и живота жена у античкој Грчкој у Лидсу, што је био део програма ширења универзитета. Надао се да ће држати предавања радничкој класи, али предавања су посећивали углавном припадници средње класе, не много заинтересовани за његове предмете. Разочаран, преселио се у Честерфилд, али како му је градић био досадан, преселио се у оближњи Шефилд годину дана касније. Овде је коначно ступио у контакт са радницима. Ту је, такође, почео да пише пеозију. Упркос његовом симпатисању радника, добио је позив да буде тутор будућем краљу Џорџу V, али је одбио.
У Шефилду је Карпентер постао радикалнији. Под утицајем Енгелсовог ученика, Хенрија Хајдмана, придружио се Социјалдемократској федерацији (СДФ), 1883. године и покушао је да оформи огранак у граду. Група је, међутим, одлучила да остане независна и постала је Социјалистичко друштво Шефилда. Док је био у граду, радио је на више пројеката, укључујући и истицање сиромашних услова живота индустријских радника. Маја 1889. године, Карпентер је написао чланак у новинама Sheffield Independent, тврдећи да се Шефилду цивилизовани свет смеје и да је огроман густи облак дима који се диже из Шефилда личи на облак дима Судњег дана и да је тај град олтар, на коме ће многи животи бити жртвовани. Писао је да 100.000 људи и деце се бори да нађе Сунце и ваздух, живећи мизерно, без могућности да дишу и умирући од болести. Такође, док је био у Шефилду написао је England Arise!, социјалистичку корачницу, која промовише левичарске идеје. Године 1884. напустио је СДФ са Вилијамом Морисом да би се придружио Социјалистичкој лиги.
Осећаући све већу блискост са природом, Карпентер се преселио са фармером Албертом Фирбоуом и његовом породицом у Бредвеј, а затим у Дербишир. Овде је почео да развија срж своје социјалистичке политике. Под утицајем Џона Раскина, замишљао је будућност у форми примитивног комунизма, који је незаинтересовано одбацивао индустријализам Викторијанске ере. У овој утопијској заједници замишљао је да „међусобна помоћ и удруживање... постају спонтани и инстинктивни”. Када је његов отац, Чарлс Карпентер, умро 1882. године, оставио му је значајно богатство. То му је омогућило да престане да држи предавања и да почне да се бави земљорадњом. До овог времена у потпуности је прихватио своју сексуалну оријентацију и ово је, заједно са прекидањем многих породичних веза (његова мајка је умрла 1881) и прихватањем живота у природи, омогућило период уметничке креативности. Карпентер је писао у својој башти песме, које су се нашле у његовој збирци Towards Democracy, која је под јаким утицајем источњачке спиритуалности и Волта Витмана.
Током 1886. имао је кратку везу са Џорџом Хакином, који је радио у Шефилду; и упркос Хакиновом каснијем браку, који их је раздвојио, њих двојица су развили блиско пријатељство, које је трајало целог живота.
Током 1880-их Карпентер је развио страст према хиндуистичком мистицизму и индијској филозофији. Током овог перида Карпентер је добио пар индијских сандала од пријатеља из Индије. „Убрзо ми је постало задовољство да их носим”, писао је, „а после кратког времена почео сам да их правим”. Ово је било прво успешно увођење сандала у британско друштво. Године 1890. путовао је у Цејлон и у Индију, где је провео време са хиндуистичким учитељем, по имену Гнани. Ово искуство је имало велики утицај на његову мисао. Карпентер је почео да верује да социјализам не треба само да мења спољн економске услове, већ и да утиче на дубоку промену у људској свести. У новој фази друштва, сматрао је Карпентер, људи ће се вратити примитивном стању једноставног задовољства. Ова врста „мистичког социјализма” инспирисало је његове кампање против загађености ваздуха, за промовисање вегетаријанства и противљење вивисекцији.

### Живот са Џорџом Мерилом
По повратку из Индије, 1891. године, срео је Џорџа Мерила, радника из Шефилда, и њих двојица су започели везу и почели да живе заједно 1898. године. Мерил је одрастао у страћарама Шефилда и није имао формално образовање. Њихова веза је трајала до краја живота, што је постало још чудније у светлу хистерије у вези са хомосексуалношћу, изазване суђењем Оскару Вајлду и амандманом на кривични закон, који је забрањивао све врсте хомосексуалног контакта. Њихова веза не само да је пркосила викторијанском сексуалном моралу, већ и снажно стратификованом британском класном систему. Она је, на много начина, осликавала Карпентерова схватања да истополна љубав има снагу да превазиђе класне разлике. Његова визија је била да ће некада у будућности геј људи бити извор радикалних друштвених промена. У свом раду The Intermediate Sex Carpenter Карпентер пише:
Ерос је велики левелер. Можда истина демократије стоји, чвршће него другде, на осећању које лако превазилази границе класе и касте и које уједињује у најближој љубави, најудаљеније рангове друштва. Лако је приметити да уранисте са добрим позицијама и доброг одгоја привлаче груби типови, као што су физички радници, и често веома трајне везе израстају на овај начин, које, иако нису признате у јавности, имају пресудан утицај на друштвене институције, обичаје и политичке тенденције. 
Упркос њиховом необичном начину живота, Карпентер и Мерил су успели да избегну скандале и хапшење у непријатељској социјалној клими, због изолованости коју им је давао Милторф и захваљујући Карпентеровој значајној књижевној дипломатији. У својим радовима Карпентер је настојао да физички аспект истополног партнерства стави у други план, истичући емоционалну дубину таквог односа. Као потпору за такве ставове, Карпентер се позивао на Платонову идеализовану слику истополне љубави, која је била популарна код гејева Викторијанске ере, који су користили алузије на „грчку љубав” као шифровани језик да би причали о својој сексуалној оријентацији. Изолованост његовој и Мериловог живота окогућила је Карпентеру нудизам, који је сматрао симболом повезаности са природом. Карпентер је почео да заговара филозофију радикалног поједностављивања живота, фокусирајући се на потребу за чистим ваздухом, разумном одећом и здравом исхраном без меса.
Оваква повученост је омогућила да Милторф постане тачка окупљања социјалиста, хуманиста, интелектуалаца и писаца из Британије и иностранства. Карпентер је међу својим пријатељима имао интелектуалца, писца, натуралисту и оснивача Humanitarian League, Хенрија Солта и његову жену, Кетрин; критичара, есејисту и сексолога, Хавлока Елиса и његову жену, Едит; глумца и продуцента, Бена Ајдена Пејна, лабуристичке активисте, Џона Бруса и Катарину Гласијер, писца и интелектуалца, Џона Симондса, списатељицу и феминисткињу, Олив Шрајнер. Е. М. Форстер је био близак пријатељ са Карпентером и Мерилом и његова посета Милторфу 1912. године инспирисала га је да напише геј роман под називом Морис (енгл. Maurice).
Јасно се може уочити да је однос Карпентера и Мерила био шаблон за однос Мориса и Алека, чувара у Форстеровом роману. Карпентер је имао значајан утицај и на писца Д. Х. Лоренса, чији се роман Љубав леди Четерли може посматрати као хетеросексуализован Морис. Карпентер је одржавао кореспондентске односе са великим бројем геј мушкараца. Један од њих је био и Сигфрид Сасон, који је наишао на Карпентеров рад у Кембриџу, који је дубоко утицао на његов став према сопственој сексуалности и дао му одговоре и спокој.

### Политичка дела
Током 1890-их Карпентер је написао своја најбља политичка дела која се тичу напора да се заустави дискриминација на основу сексуалне оријентације. Чврсто је веровао да је истополна привлачнност природна оријентација људи трећег рода. Његова књига из 1908. године, The Intermediate Sex, постала је касније један од главних текстова ЛГБТ покрета 20. века. Може се спекулисати зашто се Карпентер прихватио тако опасне теме у тако непријатељско доба, али једна од теорија јесте да је моралну храброст добио након смрти геј интелектуалца, Џона Адингтона Симондса. Током 1880-их Симондс је написао неколико радова у одбрану истополне оријентације, који су били подељени међу малим бројем људи, укључујући и Карпентера. Након Симондсове смрти, 1893. године, Карпентер је можда видео да је одговорност прешла на њега и у току наредних пар година написао је прва дела на ову тему. Док се бавио овим темама, Карпентер је развио интересовање за прогресивно образовање, посебно за пружање информације младима о сексу. Био је близак пријатељ са реформатором образовања, Џоном Хејденом Бедлијем и често је посећивао Badales School, прогресивну школу коју је организовао Бедли, док је његов нећак, Алфред Карпентер био ученик поменуте.
Сексуално образовање је за Карпентера значило и анализу начина на који се пол и род користе за опресију над женама, о чему је писао у Love's Coming-of-Age. У том раду је тврдио да друштво једнакости мора да промовише сексуалну и економску слободу жена. Срж његове анализе је на негативним последицама институције брака. Брак у Енглеској посмтра као принудну апстиненцију и форму проституције. Сматрао је да жене неће бити слободне док се не успостави социјалистичко друштво. За разлику од својих савременика, сматрао је да сви радници морају да подрже женску еманципацију, а не да права радница подреде правима радника.

### Каснији политички активизам
Последњих 20 година Карпентеровог живота биле су испуњене политичким радикализмом, означеним сталним бављењем прогресивним темама, као што су заштита животне средине, права животиња, сексуална слобода, женски покрет и вегератијанизам. О капитализму је писао лоше, као и протовит аристократије која поседује земљу, и писао је о својој визији социјализма, новој ери демократије, пријатељства, сарадње и сексуалне слободе. Године 1892. постао је један од оснивача Независне лабуристичке партије, заједно са, међу осталима, Џорџом Бернардом Шоом. Радикалан за своје време, многе његове идеје су одбачене, чак и исмеване од стране људи левице. Карпентера нису ометала оваква непријатељства. Став многих социјалиста из овог времена може се видети у Орвеловом делу The Road to Wigan Pier (1937), који напада све „испијаче воћних сокова, нудисте, који носе сандале [и] сексуалне манијаке” у социјалистичком покрету.
Наставио је да ради на почетку 20. века. Објављивање његове антологије песама, Ioläus: An Anthology of Friendship, имало је велики успех у затвореним круговима, доводећи до бољег разумевања хомоеротицизма. Априла 1914. године, Карпентер и његов пријатељ, Лоренс Хоусман, основали су Британско друштво за испитивање сексуалне психологије. Неке од тема којима су се бавили биле су промоција научног истраживања секса, рационалнији став према питањима која се тичу сексуалне психологије (са аспекта медицине, права и социологије), контрола рађања, абортус, стерилизација, полне болести и сви аспекти проституције. У то доба држао је предавања Независној лабуристичкој партији и Удружењу новог живота, из кога се развио Fabrian Society.
Као пацифиста, Карпентер је био противник Другог бурског рата и Првог светског рата. Године 1919. објавио је The Healing of Nation and the Hidden Sources of Their Strife, где је тврдио да је извор рата и незадовољства у западњачком друштву класни монопол и социјална неједнакост. Ову друштвену неправду је назвао „класном болешћу” у којој свака класа делује из сопствених интереса. Према Карпентеровом мишљењу, потребно је радикално социјално и економско реструктурирање како би се оконачло класно фрагментисање.
Карпентереве касније године су обележене не само његовим пацифистичким писањем, него и активном улогом у синдикалном покрету. Био је херој првој генерацији лабуристичких политичара. Током краткотрајне лабуристичке владе, 1924. гидине, његов 80. рођендан је обележен честитком коју су потписали сви чланови кабинета.

### Мерилова смрт и Карпентеров каснији живот
Након Првог светског рата преселио се у Гилфорд, Сари, са Мерилом. Јуна 1928. године Мерил је изненада умро, након чега је Карпентер био психички разорен. Његово стање живо описује истакнути политички активиста, Г. Л. Дикинсон:
Едвардова туга када се то десило је била огромна. Сећам га се како, држећи ме под руку, одлази до гробља у Гилфорду где је Џорџ сахрањен пар дана раније, и где је и сам требало да буде сахрањен годину дана касније. Киша је пљуштала тог дана и стајали смо поред гроба, док је Карпентер [плакао] изнова и изнова, 'Ставили су га у хладну земљу'.
Маја 1928. године, Карпентер је преживео мождани удар од кога је остао паралисан и готово беспомоћан. Живео је још тринаест месеци пре него што је умро у петак, 28. јуна 1929. године. Карпентер је 30. децембра 1910. године написао:
Волео бих ових пар речи написане на гробу када будем сахрањен; јер иако присутан и свестан свега што се дешава, можда нећу моћи да комуницирам...
Нажалост, ова његова жеља је откривена неколико дана после сахране.

## Утицај
Сахрањен је на гробљу у Гилфорду. У време смрти, Карпентер је био углавном већ заборављен, али његове књиге су се налазиле у многим библиотекама у секцијама за одрасле, дајући инспирацију геј људима. Један од тих људи био је амерички геј активиста и комуниста, Хари Хеј. Био је толико подстакнут Карпентеровим речима и његовим пророчанством о геј људима који се удружују у борби за своја права, да је решио речи да стави у праксу и основао је Mattachine Society, које је једно од првих геј удружења у САД. У Британији, Карпентера често цитирају геј активисти.
Ансел Адамс је био љубитељ Карпентерових дела, посебно Towards Democracy.

## Дела
| Дело | Година |
| ---- | ------ |
|      | 1870.  |
|      | 1873.  |
|      | 1875.  |
|      | 1883.  |
|      | 1885.  |
|      | 1887.  |
|      | 1888.  |
|      | 1889.  |
|      | 1892.  |
|      | 1892.  |
|      | 1894.  |
|      | 1894.  |
|      | 1894.  |
|      | 1896.  |
|      | 1897.  |
|      | 1898.  |
|      | 1904.  |
|      | 1905.  |
|      | 1906.  |
|      | 1902.  |
|      | 1908.  |
|      | 1911.  |
|      | 1912.  |
|      | 1912.  |
|      | 1913.  |
|      | 1914.  |
|      | 1915.  |
|      | 1916.  |
|      | 1916.  |
|      | 1917.  |
|      | 1920.  |
|      | 1921.  |
|      | 1922.  |
|      | 1923.  |
|      | 1924.  |
|      | 1925.  |